# 五明公男
五明 公男（ごみょう・きみお、1943年〈昭和18年〉8月21日 - 2019年〈平成31年〉3月1日）は、日本の体育学者、アマチュア野球指導者。

## 経歴・人物
1943年（昭和18年）に東京都で生まれるが、太平洋戦争激化の影響により一家で長野県更級郡篠ノ井町（現在の長野市篠ノ井地区）へ疎開し、幼年時代を過ごす。小学校入学の際に東京へ戻り、大田区立羽田小学校へ入学。小学校・中学校と野球に熱中する。
中学校3年時に進学先を決める際に、東京都と神奈川県の高等学校をリサーチし、「高校で野球をやるんなら甲子園へ行きたい」と思い、「法政二高の田丸仁監督は素晴らしい指導者であると言うので、ここへ行こう」と思い法政大学第二高等学校への進学を決めたという。
1959年（昭和34年）に法政二高へ進む。エースとなる柴田勲、三塁手の是久幸彦、外野手の的場祐剛（のち大洋）が同期で、1年下には投手の村上雅則、2年下に外野手の山本泰がいた。田丸監督の指導を受け、2年生時にチームは1960年（昭和35年）夏の甲子園で優勝を飾るが、この大会では控えにとどまり出場はならなかった。しかし翌1961年（昭和36年）の春の選抜には右翼手、二番打者として出場。決勝で高松商を4-0で降し、前年からの夏春連覇を達成する。同年の夏の選手権でも準決勝に進出。浪商のエース尾崎行雄と対決するが、延長11回の熱戦の末2－4で敗退している。甲子園三連覇はならなかったが、チャンスメーカーとして法政二高の黄金期を支えた。
法政大学経営学部に進学後、野球部に入部する。東京六大学野球リーグでは1年次からレギュラー選手として出場し、1962年（昭和37年）春・秋季、1965年（昭和40年）春季と3度の優勝を経験する。大学同期には長池徳二、鎌田豊がいた。それまでピッチャーだった3年後輩の山本浩二が野手に転向したのは、打撃練習時に五明が山本の腕に打球を当てたのが切っ掛け。
五明は「学生の本業は学問である」と考え、実家の商売を継ぐべく経営学を専攻（商業科教員免許を取得）したが、一方では教師への憧れもあり、母校（法政二高）か、別の高校で指導者になるためには社会科教員免許が必要なため、経営学部卒業後に法政大学法学部に学士入学し、三年間学ぶ。しかし周囲の法学部学生に啓発されて弁護士へ方向転換し、司法試験を目指すこととなる。司法試験を目指していた時に清泉女子大学のアルバイト職員をしていたこともあった。
そんな最中の1971年（昭和46年）、五明に母校の法政大学野球部から先輩であり、それまでの監督であった松永怜一が住友金属工業和歌山製鐵所野球部監督に転出した後を受けての後任監督への就任要請が舞い込む。五明は大学卒業以後は野球から離れていた為、「なんで私が監督に」と思ったが、OB会の推薦であると伝えられたことから監督就任を受諾。就任1年目の1971年（昭和46年）春のリーグ戦で優勝し、松永前体制から続いていたリーグ戦連覇を4と伸ばした時には「ホッとした」と語っている。
就任4年目の1974年（昭和49年）になると、江川卓、佃正樹、植松精一、袴田英利、金光興二らが大挙して入学したことから五明率いる法政大学野球部は『黄金軍団』と呼ばれるようになり、その中でも1976年（昭和51年）春のリーグ戦から1977年（昭和52年）秋のリーグ戦まで全大学から勝ち点を挙げる完全優勝で4季連続制覇を達成し、監督として通算6度のリーグ戦優勝の栄冠に輝いた。
1977年限りで法政大学野球部監督を鴨田勝雄（愛媛県立新居浜商業高等学校監督）にバトンタッチすると、法政大学の教員となり体育学者として第一教養部、国際文化学部、スポーツ健康学部などの教授として2014年の定年退職まで教鞭を執り、多くの学生を指導した。また母校の法政大学第二高等学校同窓会会長・法政大学校友会副会長を務めるなど法政大学OBとして重きをなした。
2019年3月1日、大動脈解離の為に東京都多摩市の病院にて逝去した。75歳だった。